# Mark Bowen
Mark Bowen (Neath, Gal·les, 7 de desembre de 1963) és un futbolista professional gal·lès que ha disputat 41 partits amb la selecció gal·lesa.
| Estadístiques amb la selecció gal·lesa | Estadístiques amb la selecció gal·lesa | Estadístiques amb la selecció gal·lesa |
| Anys                                   | Partits                                | Gols                                   |
| -------------------------------------- | -------------------------------------- | -------------------------------------- |
| 1986                                   | 2                                      | 0                                      |
| 1987                                   | 0                                      | 0                                      |
| 1988                                   | 2                                      | 0                                      |
| 1989                                   | 6                                      | 1                                      |
| 1990                                   | 1                                      | 0                                      |
| 1991                                   | 3                                      | 0                                      |
| 1992                                   | 8                                      | 2                                      |
| 1993                                   | 3                                      | 0                                      |
| 1994                                   | 4                                      | 0                                      |
| 1995                                   | 6                                      | 0                                      |
| 1996                                   | 5                                      | 0                                      |
| 1997                                   | 1                                      | 0                                      |
| Total                                  | 41                                     | 3                                      |